# Cyanomitra veroxii
El suimanga ratonil (Cyanomitra veroxii) es una especie de ave paseriforme de la familia Nectariniidae propia del este de África.

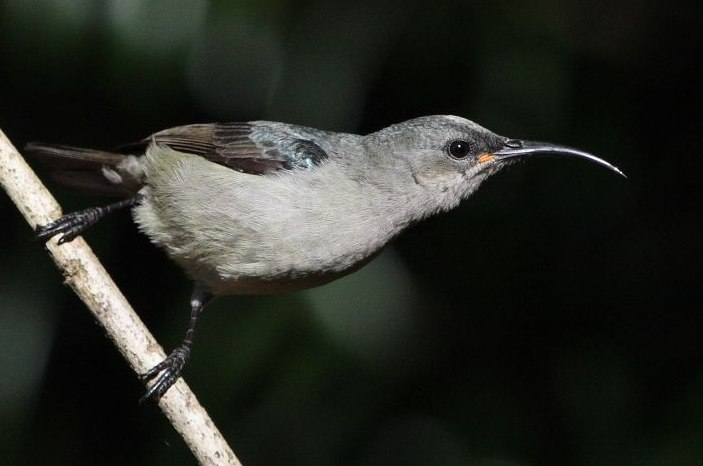
Juvenil.

## Distribución
Se encuentra en las regiones costeras del este de África, distribuido por Somalia, Kenia, Tanzania, Malawi, Mozambique, Suazilandia y Sudáfrica, 